# تشنهوانغداو
تشنهوانغداو (بالصينية: 秦皇岛) هي مدينة في مقاطعة خبي، الصين، تبعد حوالي 300 كم شرق بكين، على بحر بوهاي أكثر الخلجان عمقاً في البحر الأصفر، وتعتبر الميناء الرئيسي في خبي. بلغ عدد سكان تشنهوانغداو في عام 2006، 2.805.400 نسمة موزعين على مساحة 7.812,4 كم مربع بكثافة سكانية تبلغ 359,1 نسمة لكل كيلو متر مربع.
منذ رفع بلدية تيانجين إلى مستوى المقاطعة، أصبحت تشينهوانغداو المنفذ الرئيسي للمقاطعة خبي. ويقال إن الإمبراطور تشين تشين شي هوانغ سعى إلى الخلود على جزيرة في منطقة هاغانغ، لكنها لم يتم العثور عليها تجد.
لدى تشينهوانغداو ثلاث مناطق نمو رئيسية :
- بيدايخه : منتجع شاطئ البحر في الصيف لكبار المسؤولين الحكوميين. يتم إجراء العديد من القرارات السياسية التي تؤثر على الصين هنا اليوم، مما يجعله يعادل المنتجعات في ولاية ماين أو كامب ديفيد في ماريلاند في الولايات المتحدة [1].
- منطقة هايغانغ : هي ميناء المدينة. تضم أيضاً جامعة يان شان، وهي الجامعة الرئيسية في إقليم هيبي في الشمال الشرقي.
- شانهايقوان: مقصد سياحي شهير، وعندها ينتهي الطرف الشرقي لسور الصين العظيم.

وقد استخدم تشينهوانغداو الأولمبي ملعب المركز الرياضي باعتباره المكان المنافسة الأولمبية (لكرة القدم أولي) خلال دورة الألعاب الأولمبية الصيفية عام 2008

## المناخ
يظهر الجدول التالي التغييرات المناخية على مدار السنة لتشنهوانغداو:
| البيانات المناخية لـتشنهوانغداو    | البيانات المناخية لـتشنهوانغداو | البيانات المناخية لـتشنهوانغداو | البيانات المناخية لـتشنهوانغداو | البيانات المناخية لـتشنهوانغداو | البيانات المناخية لـتشنهوانغداو | البيانات المناخية لـتشنهوانغداو | البيانات المناخية لـتشنهوانغداو | البيانات المناخية لـتشنهوانغداو | البيانات المناخية لـتشنهوانغداو | البيانات المناخية لـتشنهوانغداو | البيانات المناخية لـتشنهوانغداو | البيانات المناخية لـتشنهوانغداو | البيانات المناخية لـتشنهوانغداو |
| الشهر                              | يناير                           | فبراير                          | مارس                            | أبريل                           | مايو                            | يونيو                           | يوليو                           | أغسطس                           | سبتمبر                          | أكتوبر                          | نوفمبر                          | ديسمبر                          | المعدل السنوي                   |
| ---------------------------------- | ------------------------------- | ------------------------------- | ------------------------------- | ------------------------------- | ------------------------------- | ------------------------------- | ------------------------------- | ------------------------------- | ------------------------------- | ------------------------------- | ------------------------------- | ------------------------------- | ------------------------------- |
| الدرجة القصوى °م (°ف)              | 11.5 (52.7)                     | 18.3 (64.9)                     | 21.8 (71.2)                     | 31.6 (88.9)                     | 37.1 (98.8)                     | 38.4 (101.1)                    | 39.2 (102.6)                    | 35.1 (95.2)                     | 33.6 (92.5)                     | 29.4 (84.9)                     | 21.6 (70.9)                     | 14.0 (57.2)                     | 39.2 (102.6)                    |
| متوسط درجة الحرارة الكبرى °م (°ف)  | 0.1 (32.2)                      | 2.6 (36.7)                      | 8.4 (47.1)                      | 16.1 (61.0)                     | 22.1 (71.8)                     | 25.7 (78.3)                     | 28.1 (82.6)                     | 28.5 (83.3)                     | 25.2 (77.4)                     | 18.4 (65.1)                     | 9.7 (49.5)                      | 2.9 (37.2)                      | 15.7 (60.2)                     |
| المتوسط اليومي °م (°ف)             | −4.8 (23.4)                     | −2.4 (27.7)                     | 3.5 (38.3)                      | 11.2 (52.2)                     | 17.3 (63.1)                     | 21.6 (70.9)                     | 24.7 (76.5)                     | 24.7 (76.5)                     | 20.2 (68.4)                     | 13.1 (55.6)                     | 4.6 (40.3)                      | −1.8 (28.8)                     | 11.0 (51.8)                     |
| متوسط درجة الحرارة الصغرى °م (°ف)  | −8.8 (16.2)                     | −6.3 (20.7)                     | −0.5 (31.1)                     | 6.9 (44.4)                      | 13.1 (55.6)                     | 18.0 (64.4)                     | 21.7 (71.1)                     | 21.0 (69.8)                     | 15.6 (60.1)                     | 8.4 (47.1)                      | 0.5 (32.9)                      | −5.6 (21.9)                     | 7.0 (44.6)                      |
| أدنى درجة حرارة °م (°ف)            | −20.8 (−5.4)                    | −17.0 (1.4)                     | −12.5 (9.5)                     | −5.0 (23.0)                     | 3.0 (37.4)                      | 9.9 (49.8)                      | 14.3 (57.7)                     | 13.1 (55.6)                     | 4.4 (39.9)                      | −2.8 (27.0)                     | −11.8 (10.8)                    | −16.4 (2.5)                     | −20.8 (−5.4)                    |
| الهطول مم (إنش)                    | 3.0 (0.12)                      | 3.0 (0.12)                      | 9.4 (0.37)                      | 24.1 (0.95)                     | 55.2 (2.17)                     | 102.2 (4.02)                    | 189.7 (7.47)                    | 152.3 (6.00)                    | 51.0 (2.01)                     | 28.6 (1.13)                     | 10.7 (0.42)                     | 5.0 (0.20)                      | 634.2 (24.98)                   |
| متوسط أيام هطول الأمطار (≥ 0.1 mm) | 2.1                             | 2.2                             | 3.3                             | 5.1                             | 7.3                             | 10.6                            | 12.8                            | 9.9                             | 7.1                             | 4.6                             | 3.3                             | 1.7                             | 60.0                            |
| المصدر: Weather China              |                                 |                                 |                                 |                                 |                                 |                                 |                                 |                                 |                                 |                                 |                                 |                                 |                                 |

## توأمة
لتشنهوانغداو اتفاقيات توأمة مع كل من:
- ميازو
- بيزارو
- سيوسان
- توياما
- لوغو
- توليدو
- Communauté urbaine de Dunkerque [الإنجليزية]‏
- توماكوماي

## أعلام
- كاو لي

## وصلات خارجية
- الموقع الرسمي للمدينة